# Marek Bryjak
Marek Bryjak (ur. 1953 r.) – polski inżynier chemik. Absolwent Politechniki Wrocławskiej. Od 2011 r. profesor na Wydziale Chemicznym Politechniki Wrocławskiej. Odznaczony Srebrnym Krzyżem Zasługi, Medalem Komisji Edukacji Narodowej, Złotą Odznaką Politechniki Wrocławskiej, czterokrotnie otrzymał Nagrody Ministra Nauki i Szkolnictwa Wyższego, ośmiokrotnie został nagrodzony przez Rektora Politechniki Wrocławskiej